# Palaeeudyptes klekowskii
Chim cánh cụt khổng lồ (Danh pháp khoa học: Palaeeudyptes klekowskii) là một loài chim cánh cụt khổng lồ tiền sử đã bị tuyệt chủng, chúng thuộc chi Palaeeudyptes, trong họ Spheniscidae. Đây là loài chim cánh cụt khổng lồ, lớn nhất trong họ hàng nhà cánh cụt được biết đến, chúng được phát hiện ở Nam Cực do các nhà khoa học Argentina.
Chim cánh cụt lớn nhất từng được phát hiện được biết đến với tên gọi Palaeeudyptes klekowskii này dài 6 feet 6 inch (1,98 m) và sống lâu sau đó, cách đây 37-40 triệu năm ở Nam Cực. Một loài chim cánh cụt khổng lồ, được phát hiện ở Nam Cực năm 2014, thậm chí còn cao hơn Kumimanu biceae. Xương từ con chim cánh cụt 37 tuổi cho thấy con vật này có chiều dài 2 m tính từ mỏ đến chân và ước tính nặng đến 115 kg. Năm 2014, một bộ xương chim cánh cụt khổng lồ từng được phát hiện ở Nam Cực. Bộ xương đó thậm chí còn cao hơn Kumimanu biceae.

## Phát hiện
Các nhà khoa học và các nhà nghiên cứu thuộc Bảo tàng La Plata ở Argentina đã tìm thấy hóa thạch loài chim cánh cụt cổ đại ở tại khu vực La Meseta, thuộc đảo Seymour, một phần của bán đảo Nam cực có niên đại 37 triệu năm tuổi. Hóa thạch tìm thấy bao gồm xương mắt cá chân nối liền bàn chân được ghi nhận dài nhất từ trước đến nay và một phần xương cánh cùng và các phần của một khung xương cánh. Đây cũng là hóa thạch chim cánh cụt hoàn chỉnh nhất từ trước đến nay được tìm thấy. Trong thời tiền sử khu vực này ấm, là nơi sinh sống của 10-14 loài chim cánh cụt khác nhau. P.klekowskii không phải là chim cánh cụt khổng lồ duy nhất được phát hiện vào thời tiền sử. Vào năm 2007, một loài chim cánh cụt khác, được gọi là Icadyptes salasi, đã được tìm thấy ở Peru, sống cách đây 36 triệu năm trước. Nó có chiều cao khoảng 1,5m. 

## Đặc điểm
Palaeeudyptes klekowskii là tên khoa học của chim cánh cụt khổng lồ mà chiều cao lên đến 2m, hơn hẳn chiều cao trung bình con người hiện nay (là 1,78m theo nghiên cứu của các nhà khoa học Anh). Từ mẫu hoá thạch, các nhà nghiên cứu ước tính loài chim cánh cụt này cao khoảng 2m khi đứng thẳng tính từ chân đến đầu mỏ chim (các nhà nghiên cứu ước tính chim cánh cụt khổng lồ có chiều cao từ chân đến mỏ khoảng 2,1 m), và có trọng lượng lên đến 115 kg. Vì loài chim cánh cụt thường khòm lưng khi di chuyển nên khi đứng bình thường nó sẽ cao khoảng 1,6m. So với loài chim cánh cụt hoàng đế (Aptenodytes forsteri), giữ kỷ lục cao nhất hiện nay với chiều cao 1,1m khi đứng thẳng và nặng nhất khoảng chừng 50 kg Palaeeudyptes klekowskii vượt trội hơn hẳn, Chiều dài toàn bộ cơ thể của chúng cũng cao hơn cầu thủ Peter Crouch của đội tuyển Anh, người mang biệt danh "sếu vườn" với 2,01 m. Ngoài ra, loài chim cánh cụt cổ này có thể lặn dưới nước trong thời gian 40 phút để săn mồi.